# يوجين كلارك (مجدف)
يوجين كلارك (بالإنجليزية: Eugene Clark)‏ هو مجدف أمريكي، ولد في 21 مارس 1906 في غلينولدن في الولايات المتحدة، وتوفي في فبراير 1981.

## وصلات خارجية
- يوجين كلارك على موقع الاتحاد الدولي للتجديف (الإنجليزية)
- يوجين كلارك على موقع اللجنة الأولمبية الدولية (الإنجليزية)
- يوجين كلارك على موقع أوليمبيديا (الإنجليزية)